# جامعة أربيل الدولية
جامعة أربيل الدولية هي جامعة أهلية عراقية مقرها في أربيل، حصلت على اعتراف وزارة التعليم العالي والبحث العلمي في بغداد في 2017.

## الكليات
تضم الجامعة 4 كليات، هي:
- كلية الهندسة
  - قسم الهندسة المدنية
  - قسم هندسة الكمبيوتر والاتصالات
  - قسم الهندسة الميكانيكية
- كلية العلوم
  - قسم المایکروبایولوجیة
  - قسم الکیمیاء الطبیة
  - قسم الأحياء العامة
  - قسم الكيمياء العامة
  - قسم الفيزياء الطبية
  - قسم الرياضيات وتكنولوجيا المعلومات
  - قسم الرياضيات والعلوم
- كلية الإدارة والأعمال
  - قسم الإدارة العامة
  - قسم المحاسبة
  - قسم نظم المعلومات الإدارية
  - قسم التسويق
  - قسم الخدمات المصرفية والمالية
  - قسم السياحة والضيافة
- الأقسام الأخرى
  - قسم الدراسات الدولية والدبلوماسية
  - اللغة الإنكليزية
  - قسم تعليم الطفولة المبكرة